# The Church in the Wildwood
The Church in the Wildwood (em português:  "A Igreja no Bosque") é um hino cristão protestante composto em 1857 pelo médico estadunidense William Savage Pitts. Foi inspirado por uma visão que o autor tivera, quando esteve de passagem pela então Bradford, Iowa, de uma igreja marrom em meio aos bosques de um vale daquele lugar, uma típica paisagem do interior dos Estados Unidos. A música foi sua única composição em toda a vida, mas popularizou-se no país, tornando-se, muito além de um hino religioso, uma canção tradicional estadunidense.
Quando escreveu e musicou o poema, em 1857, Pitts não o publicou, guardou-o em uma gaveta e o esqueceu. Até que, em 1862, ao passar novamente pelo local em que ele havia imaginado a igreja, coincidentemente, populares estavam erguendo uma capela que era até pintada de marrom (a tinta mais barata na época). Isso o motivou a resgatar sua obra, fazendo sua primeira apresentação ao público no culto de dedicação daquela igreja, em 1864. Graças à canção, esse templo foi eternizado, recebendo o nome de The Little Brown Church (em português:  "A Igrejinha Marrom") e sendo preservada ao longo dos anos, mesmo com o declínio de Bradford. De caráter congregacionalista, a igreja atualmente pertence a Nashua e celebra cultos e casamentos ainda nos dias de hoje.
A popularização da música a nível nacional e internacional se deu, inicialmente, devido ao Quarteto Weatherwax, que usou como tema o The Church in the Wildwood em suas viagens pelos Estados Unidos e Canadá, realizadas entre os anos de 1910 e 1921.

## No Brasil
No Brasil, Paulo Leivas Macalão usou a melodia de The Church in the Wildwood para compor "Vem à Assembleia de Deus", que foi declarado pela Convenção Geral das Assembleias de Deus no Brasil o hino oficial da denominação, sendo o de nº 144 da Harpa Cristã.
A canção estadunidense também foi usada por outras igrejas no Brasil, tendo diferentes traduções dependendo do hinário. No Hinário Adventista do Sétimo Dia é o hino nº 507, "Ó Vem à Igreja Comigo".  Já no Hinos de Louvores e Súplicas a Deus, hinário da Congregação Cristã no Brasil, é o hino nº 11, "Ó Igreja de Deus, Resplandece".
Ao contrário da canção original, que chama as pessoas para conhecerem aquela igreja do bosque em específico, as versões brasileiras trazem uma proposta de cunho mais religioso e generalista, convidando os fiéis a cultuar Deus em suas respectivas igrejas.